# 1055

## Události
- 11. ledna – zemřel Konstantin IX. Monomachos, Theodora III. se ujala vlády nad Byzancí.
- 24. října – Ralf Plachý byl poražen Velšany.
- 18. prosince – dobytí Bagdádu seldžuckými Turky; Al-Malik al-Rahim byl vzat do zajetí.
- Almorávidé (Morabité) dobyli Audághost (v dnešní Mauritánii).
- Začátek tažení Ferdinanda I. Velikého, císaře Hispánie, proti království al-Andalus. Král dobyl Seiu na křesťanských spojencích muslimských taifas.[1] Když konsolidoval jižní hranici, nechal znovu obydlet město Zamora svými kantábrijskými (montañeses) poddanými.
- Poprvé doložena píseň Hospodine pomiluj ny.

## Vědy a umění
- V Che-peji byla dokončena výstavba Liao-ti, nejvyšší pagody v čínských dějinách tyčící se do úctyhodných 84 m (275 stop).

## Narození
- ? – Melik-šáh I., sultán Seldžucké říše († 19. listopadu 1092)

## Úmrtí
- 10. ledna – Břetislav I., český kníže (* mezi 1002 až 1005)
- 11. ledna – Konstantin IX. Monomachos, byzantský císař (* kolem 1000)

## Hlavy států
- České knížectví – Břetislav I. / Spytihněv II.
- Papež – Viktor II.
- Svatá říše římská – Jindřich III. Černý
- Anglické království – Eduard III. Vyznavač
- Aragonské království – Ramiro I.
- Barcelonské hrabství – Ramon Berenguer I. Starý
- Burgundské království – Rudolf III.
- Byzantská říše – Konstantin IX. Monomachos / Theodora
- Dánské království – Sven II. Estridsen
- Francouzské království – Jindřich I.
- Kyjevská Rus – Izjaslav I. Jaroslavič
- Kastilské království – Ferdinand I. Veliký
- Leonské království – Ferdinand I. Veliký
- Navarrské království – Sancho IV.
- Norské království – Harald III. Hardrada
- Polské knížectví – Kazimír I. Obnovitel
- Skotské království – Macbeth I.
- Švédské království – Emund Starý
- Uherské království – Ondřej I.